# Protium guianense
Protium guianense är en tvåhjärtbladig växtart. Protium guianense ingår i släktet Protium och familjen Burseraceae.

## Underarter
Arten delas in i följande underarter:
- P. g. guianense
- P. g. pilosissimum